# 红眉食蜜鸟
，是雀形目斑食蜜鸟科的一种鸟类。
红眉食蜜鸟体重约10.9克，翼长约63.2毫米，嘴峰长约9.8毫米，喙宽度约3.7毫米，喙厚度约4.3毫米，跗蹠长约19.6毫米，尾长约32.5毫米。红眉食蜜鸟在其分布区内为留鸟，其栖息在半开放的灌木丛中，食性为肉食性，主要食物来源是陆生无脊椎动物。

## 亚种
- ：分布于昆士兰州约克角半岛。
- ：分布于澳大利亚北部和中部。[4]